# Drummondville
Drummondville è una municipalità della provincia del Québec, in Canada. È situata ad est di Montréal, sulla riva sinistra del fiume Saint-François.

## Origine del nome
La città è così chiamata in onore di Sir Gordon Drummond, generale durante la guerra anglo-americana del 1812, amministratore dell'Alto Canada dal 1813 al 1815 e amministratore ad interim dell'America del Nord britannica dal 1815 al 1816.

## Infrastrutture e trasporti

### Ferrovie
Drummondville è servita da una stazione ferroviaria, costruita nel 1904, posta sulla linea Ocean.